# Jan Willem Best
Jan Willem Best (Edam, 2 september 1860 - Amsterdam, 19 september 1900) was een Nederlands beeldhouwer en tekenaar.

## Leven en werk
Best was een zoon van Jan Willem Best sr. en Susanna Catharina van der Laag. Toen hij 14 jaar was verhuisde het gezin naar Amsterdam. In 1888 nam hij met Abraham Hesselink, Eduard Jacobs en Henri Scholtz deel aan de wedstrijd van de Prix de Rome. Jacobs won de gouden medaille, Best de zilveren medaille in de categorie beeldhouwkunst. Vanaf ca. 1889 had hij een atelier aan de Oudezijds Voorburgwal. Hij werd docent aan de Academie van Beeldende Kunsten in Den Haag. Best signeerde zijn werk als "J.W. Best jr.".
Werk van Best kwam ook buiten Nederland terecht. Zo maakte hij in 1892 een standbeeld van Johannes Henricus Brand, president van Oranje Vrijstaat, dat werd geplaatst in Bloemfontein, en in 1897 een buste van prinses Wilhelmina voor de soesoehoenan (keizer) van Solo op Java.